# Lenja (Vorname)
Lenja ist ein weiblicher Vorname.

## Herkunft und Bedeutung
Die genaue Herkunft vom Namen Lenja ist unklar. Während einige Quellen sagen, dass es sich bei Lenja, russisch Леня Lenja, um eine russische Koseform von Lena handelt, scheint es sich tatsächlich um eine deutsche Erfindung zu handeln, die den Namen Lena mit verbreiteten Namen wie Anja, Tanja, Katja u. ä. kombiniert.

## Verbreitung
Der Name Lenja ist in Deutschland seit den 2000er Jahren geläufig. Mit Rang 104 erreichte er seine höchste Platzierung im Jahr 2015. Seit 2019 befindet sich der Name in einem starken Abwärtstrend. Im Jahr 2023 belegte er in den Vornamenscharts Rang 281. Besonders beliebt ist der Name in Schleswig-Holstein. Dabei ist Lenja die häufigste Schreibweise (ca. 58 %). Seltener wird der Name Lenya (ca. 28 %), Lennja (ca. 12 %) oder Lennya (ca. 2 %) geschrieben.
In Österreich kommt der Name nur selten vor. Als höchste Platzierung erreichte er im Jahr 2010 Rang 364 der Vornamenscharts und wurde dabei an 13 Mädchen vergeben.

## Varianten
Alternative Schreibweisen des Namens lauten Lenya, Lennja und Lennya. Fraglich ist, ob es sich bei Леня Lenja um eine legitime russische Variante handelt.
Auch der Name Lenia stellt eine Variante von Lenja dar.
Für weitere Varianten: siehe Lena#Varianten

## Namensträger
- Lenja Schultze (* 1986), deutsche Schauspielerin